# Hogna auricoma
Hogna auricoma este o specie de păianjeni din genul Hogna, familia Lycosidae. A fost descrisă pentru prima dată de Keyserling, 1891. Conform Catalogue of Life specia Hogna auricoma nu are subspecii cunoscute.